# ادوار اتاق بازرگانی، صنایع، معادن و کشاورزی ایران

## دوره صفر اتاق بازرگانی
- ریاست اتاق: علی‌نقی خاموشی
- تعداد اعضای اتاق: هشت نفر

اعضای این دوره برای اصلاح امور اقتصادی و تعیین تکلیف اموال باقی‌مانده از دوران پهلوی شروع بکار نمودند. شرایط سخت کشور ایران در سال‌های پس از پیروزی انقلاب سال ۱۳۵۷، اعم از ترورها، تغییر دولت‌ها و ماه‌های نخست آغاز حملهٔ صدام حسین به ایران، از مهم‌ترین اتفاقات دوره نخست اتاق بازرگانی ایران است. اعضای دوره نخست اتاق بازرگانی نقش مهمی در پیشبرد اقتصاد نوپای جمهوری اسلامی ایران داشتند.

## دوره اول اتاق بازرگانی
- گروه‌های حاضر در انتخابات: طیف سنتی بازار
- رئیس: علی‌نقی خاموشی
- تعداد اعضای اتاق: شصت نفر

این دوره هم‌زمان با دوران دولت موقت و همچنین دفاع نظامی ایران در برابر تهاجم صدام حسین می‌بود. نقش اتاق بازرگانی در تأمین سلاح و کالاهای موردنیاز مردم در این دوره بسیار مهم و بی‌بدیل بود. دولت وقت به‌رغم اینکه اعتقاد زیادی به تفکر انحصارگرایی داشت و اهمیت زیادی به بخش خصوصی نمی‌داد ولی رابطه خوبی با تجار و بازرگانان و اتاق بازرگانی داشت.

### قانون انتخابات
شورای انقلاب در اواخر سال پنجاه و نه این اختیار را به وزارت بازرگانی داد که «نصف منهای یک نفر» از اعضای اتاق را انتخاب کند و بقیه بارأی کسانی که کارت بازرگانی دارند، انتخاب شوند.

## دوره دوم اتاق بازرگانی
- گروه‌های حاضر در انتخابات: طیف سنتی بازار
- رئیس: علی‌نقی خاموشی
- تعداد اعضای اتاق: شصت نفر

سال‌های پایانی جنگ دفاع ایران در برابر حمله صدام حسین، و همچنین تغییر دولت از مهم‌ترین ویژگی‌های این دوره بود. دولت دوره جنگ رابطه خوبی با اتاق داشت. نهادگراهایی که اعتقاد چندانی به بخش خصوصی نداشتند، در این دوره دولت را به لیبرال گراها تحت عنوان دولت سازندگی واگذار کردند. دولت سازندگی هم در بدو ورود سعی در کنترل وضعیت معیشت مردم داشت، به همین دلیل رابطه خود را با اتاق بازرگانی حفظ کرد. در سال پایانی این دوره، قانون اتاق بازرگانی در مجلس شورای اسلامی تغییر کرد تا از شصت نفر اعضای اتاق، بیست نفر آن‌ها توسط دولت انتخاب شود.

## دوره سوم اتاق بازرگانی
- گروه‌های حاضر در انتخابات: طیف سنتی بازار و کارگزاران سازندگی
- ریاست اتاق: علی‌نقی خاموشی
- تعداد اعضای اتاق: شصت نفر

بعد از مدت‌ها رقابت بر سر ورود به اتاق بازرگانی اتاق از تک‌حزبی خارج شد و نفوذ حزب کارگزاران به اتاق بازرگانی به پیروزی آن‌ها منجر شد. ریاست اتاق بازرگانی همچنان در اختیار، علینقی خاموشی کهنه‌کار قرار داشت.

## دوره چهارم اتاق بازرگانی
- گروه‌های حاضر در انتخابات: دو گروه؛ طیف سنتی بازار و کارگزاران سازندگی
- ریاست اتاق: علی‌نقی خاموشی
- تعداد اعضای اتاق: شصت نفر

به‌رغم پیروزی اکثر کارگزاران نی‌ها در انتخابات، ریاست اتاق بنا بر توافق همچنان به علینقی خاموشی رسید. سال‌های پایانی دولت هاشمی رفسنجانی و سپردن دولت به اصلاحات با انتخابات ریاست جمهوری مهم‌ترین اتفاق این دوران بود که اتاق بازرگانی را، نیز تحت تأثیر قرارداد.

## دوره پنجم اتاق بازرگانی
- گروه‌های حاضر در انتخابات: طیف سنتی بازار، کارگزاران سازندگی و اصلاح‌طلبان
- گروه برنده: کارگزاران سازندگی
- ریاست اتاق: علی‌نقی خاموشی
- تعداد اعضای اتاق: شصت نفر

ورود اصلاح‌طلبان به اتاق بازرگانی به حضور چند تن از اعضای آن‌ها انجامید. محمدرضا بهزادیان کم‌کم برای ریاست اتاق بازرگانی در دوره بعدی برنامه‌ریزی کرد و سرانجام موفق شد ۲ سال به‌عنوان رئیس اتاق بازرگانی تهران فعالیت کند. تعدد جناح‌های سیاسی در این دوره از انتخابات، به سیاسی شدن بیشتر اتاق بازرگانی انجامید که خیلی از منتقدین، این دوره را، دوره جایگزینی سیاست به‌جای اقتصاد در اتاق بازرگانی می‌دانند.

## دوره ششم اتاق بازرگانی
- گروه‌های حاضر در انتخابات: کارگزاران سازندگی، اصلاح‌طلبان و اصولگرایان
- رئیس: علینقی خاموشی
- تعداد اعضای اتاق: شصت نفر

اصلاح‌طلبان بالاخره در سال‌های پایانی دولت اصلاحات توانستند که گام به اتاق بازرگانی بگذارند و در نخستین گام بر صندلی ریاست اتاق بازرگانی تهران نیز تکیه زدند. اصولگرایان هم به اتاق بازرگانی راه یافتند تا سلایق موجود در اتاق بازرگانی در این دوره افزایش پیدا کند. در نهایت با تخلف بهزادیان، باطل شدن کارت بازرگانی وی، به کنار رفتنش از اتاق بازرگانی انجامید. این دوره همچنین آخرین دوره حضور خاموشی بر ریاست اتاق بازرگانی بود. جدا شدن اتاق بازرگانی تهران از اتاق بازرگانی ایران و ایجاد اتاق‌های استانی از مهم‌ترین اتفاقات این دوره بود.

## دوره هفتم اتاق بازرگانی
- گروه‌های حاضر در انتخابات: ۲ گروه؛ اصلاح‌طلبان و اصولگرایان
- گروه برنده: اصولگرایان
- ریاست اتاق: محمد نهاوندیان
- تعداد اعضای اتاق: شصت نفر

در این دوره از انتخابات اصولگرایان اتاق بازرگانی را در دست گرفتند و محمد نهاوندیان برای اولین بار ریاست اتاق را از علی‌نقی خاموشی گرفت. چالش‌های موجود در قانون بهبود فضای کسب‌وکار و راه‌اندازی شورای گفتگوی دولت و بخش خصوصی مهم‌ترین اتفاق اتاق بازرگانی در این دوره بود. در سال‌های پایانی این دوره حسن روحانی سکان دولت یازدهم را به‌دست گرفت و عده‌ای از اعضای اتاق را با خود به دولت برد که مهم‌ترین آن‌ها خودِ محمد نهاوندیان بود و رئیس اتاق بازرگانی ایران به‌عنوان رئیس دفتر رئیس‌جمهور انتخاب شد و مدتی به‌طور هم‌زمان ریاست اتاق بازرگانی، صنایع، معادن و کشاورزی و نیز حضور در نهاد ریاست جمهوری را دنبال کرد تا در انتخابات اتاق با حمایت وی غلامحسین شافعی ردای ریاست اتاق را به تن کند.

## دوره هشتم اتاق بازرگانی
- گروه‌های حاضر در انتخابات: گروه‌های مختلف از قبیل؛ ائتلاف بزرگ، تحول خواهان، ائتلاف ایرانی آباد، ائتلاف برای فردا، پیشگامان وفاق و…
- گروه برنده: ائتلاف برای فردا
- تعداد اعضای اتاق: شصت نفر

در این دوره تعداد شرکت‌کنندگان برای ورود به اتاق بازرگانی شصت و سه درصد افزایش داشت. طیف سنتی همچنان تلاش می‌کرد در اتاق بماند، گروه تحول خواهان نیز که سردمدار آن محمدرضا بهزادیان، در دوره قبل رد صلاحیت شده بود، به‌شدت تلاش می‌کرد گروه خود را وارد اتاق کند، ائتلاف ایرانی آباد پرچم خصوصی‌سازی اتاق را بالابرده و شعارش اتاق خصوصیِ شیشه‌ای هدف ماست می‌بود و دیگر گروه‌های شرکت‌کننده هم هرکدام وارد انتخابات شدند. در نهایت در این دوره «ائتلاف برای فردا» پیروز انتخابات شد.

## دوره نهم اتاق بازرگانی
- گروه‌های حاضر در انتخابات: گروه‌های مختلف از قبیل؛ ائتلاف بزرگ، ائتلاف برای فردا، پیشگامان تحول و کار آفرینان اقتصاد ملی
- گروه برنده: ائتلاف برای فردا‏[۱]
- تعداد اعضای اتاق: شصت نفر

در این دوره فهرست ائتلاف برای فردا با بالاترین رای پیروز انتخابات نهمین دوره اتاق بازرگانی تهران شد و با رأی‌آوری ۴۰ کاندیدای موجود در لیستِ ائتلافش در انتخابات اتاق بازرگانی تهران پیروزی قاطعانه‌ای کسب کرد و هر ۴۰ کاندیدای این ائتلاف به اتاق بازرگانی تهران راه پیدا کردند.